# Паркен (зоопарк)
Зоопарк Паркен — зоопарк, игровой парк и парк развлечений в шведском городе Эскильстуна. Зоопарк Паркен является членом EAZA и Шведской ассоциации зоопарков (SDF). Он принадлежит инвестиционной компании Mimir Invest AB, генеральным директором является София Ларссон, а председателем правления — Генри Селениус.

## История
3 июля 1898 года зоопарк Паркен был открыт как один из первых общественных парков Швеции. Этот парк был создан в месте, где располагалась Центральная организация народных парков, Театра народного парка. В начале 1950-х к парку был добавлен зоопарк. Плату за вход начали брать в 1954 году: 50 эре для взрослых и 25 эре для детей. Зоопарк постепенно расширялся и в 1956 году насчитывал около 200 животных различных видов, включая слонов. Один из них, азиатская слониха Мерри, была призом в конкурсе, проводимом компанией AB Bjäre Industrier в Карпалунде, муниципалитет Кристианстад. Конкурс проводил шведский производитель безалкогольных напитков под названием Merry, и, собирая крышки, победитель мог выиграть слона Мерри или Роллс-Ройс. Счастливый обладатель слонихи Мерри отказался от неё, и в 1964 году она оказалась в зоопарке Паркен. Между 1967 и 1969 годами слониха была продана в неизвестному покупателю. Последний слон парка, азиатский слон Таня, был продан в 1982 году зоопарку Борос в качестве компаньона молодым африканским слонам Ньоке и Ндого, которые прибыли в Борос из Национального парка Крюгера в 1979 году.
В парке находится значительное количество скульптур.
24 мая 2016 года зоопарк был продан компании Mimir Capital AB за одну крону муниципалитетом Эскильстуны, который сохранил за собой право собственности на землю.

## Зоопарк
Зоопарк разделен по континентам на Австралию, Африку, Азию, Южную Америку и комплекс «Зоопарк Лилла» с Детским домиком для рептилий. В зоопарке есть несколько видов животных, которых в Швеции можно найти только здесь, например, бразильская выдра, фосса и дымчатый леопард .

## Парк аттракционов
Внутри парка развлечений есть ярмарочная площадка с несколькими аттракционами и лотерейными киосками. Здесь также находятся коктейльный бар, ресторан Jammie и Karusellen, небольшой сувенирный магазин совмещённый с кафе.
Театральная сцена и сцены также расположены на территории парка развлечений. Каждый год на главной сцене выступают разные артисты. На протяжении многих лет там выступали, в частности, ABBA, Карола, Дарин и Kent. Каждый год в разгар сезона на театральной сцене разыгрываются различные театральные представления. В сезоне 2008—2009 года разыгрывался «День рождения Призрака», а в 2010 году — «Тайна обезьян».
Аттракционы в парке аттракционов: «Полет на воздушном шаре», «Скепп-оч-ской» (2010 г.), «Летающая лягушка», «Поезд в джунглях», «Детская карусель», «Радио-машинки», «Маска», «Флюгферден», «Лилла Тропикараллит» (автомобили-ветераны), «Вервельн», «Чайкуппарна», «Свингкул», «Пиратский водопад» (2011) и Крокодиловое сафари.
В период с 1986 по 2009 год Фантоменланд был частью зоопарка Паркен в Эскильстуне, а в период с 2010 по 2015 год его заменил Калле Кунскапс Ордчёпинг. С 2016 года на этом месте находится игровая площадка Wilma & Morris.

## Купальня
Рядом с паркенским зоопарком находится открытая в 1981 году купальня с подогревом под названием Parkenbadet. Есть 50-метровый бассейн, детский бассейн немного меньшего размера и небольшой бассейн для самых маленьких. Бассейны обогреваются электричеством от солнечных батарей площадью 500 м². Также имеется площадка для пляжного волейбола и небольшая игровая площадка. До 2000 года было также две водные горки, одна из которых, 90-метровая, была самой длинной в Европе на момент её открытия. Однако перед сезоном 2001 года водные горки убрали, а освободившееся пространство было передано зоопарку Паркен, который построил на этом месте вольер для валлаби. В 2008 году в помещении бывшей теплицы открылся ресторан.

## Критика
В 2012 и 2013 годах зоопарк Паркен подвергся шквалу критики, в том числе в телепрограмме «Холодные факты», где утверждалось, что редких и исчезающих животных убивали, чтобы освободить место для других животных. Административный совет графства Сёрмланд также раскритиковал организацию и попросил прокуратуру расследовать, виновен ли паркенский зоопарк в преступлениях по защите видов или нет.
В июле 2006 года сотрудник аттракциона JetStar погиб после того, как его сбили американские горки.

## Галерея

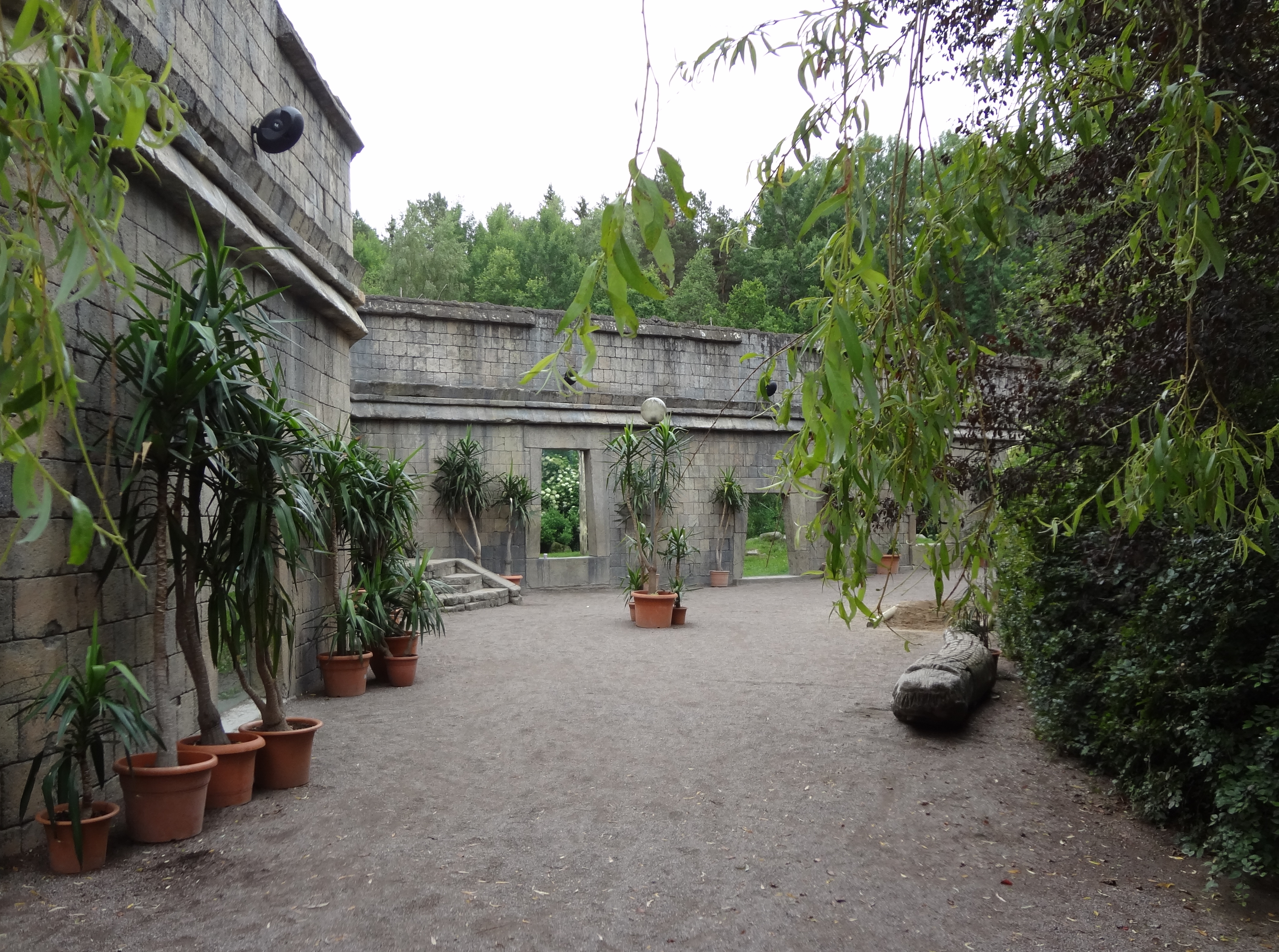
«Южная Америка» в 2014 году
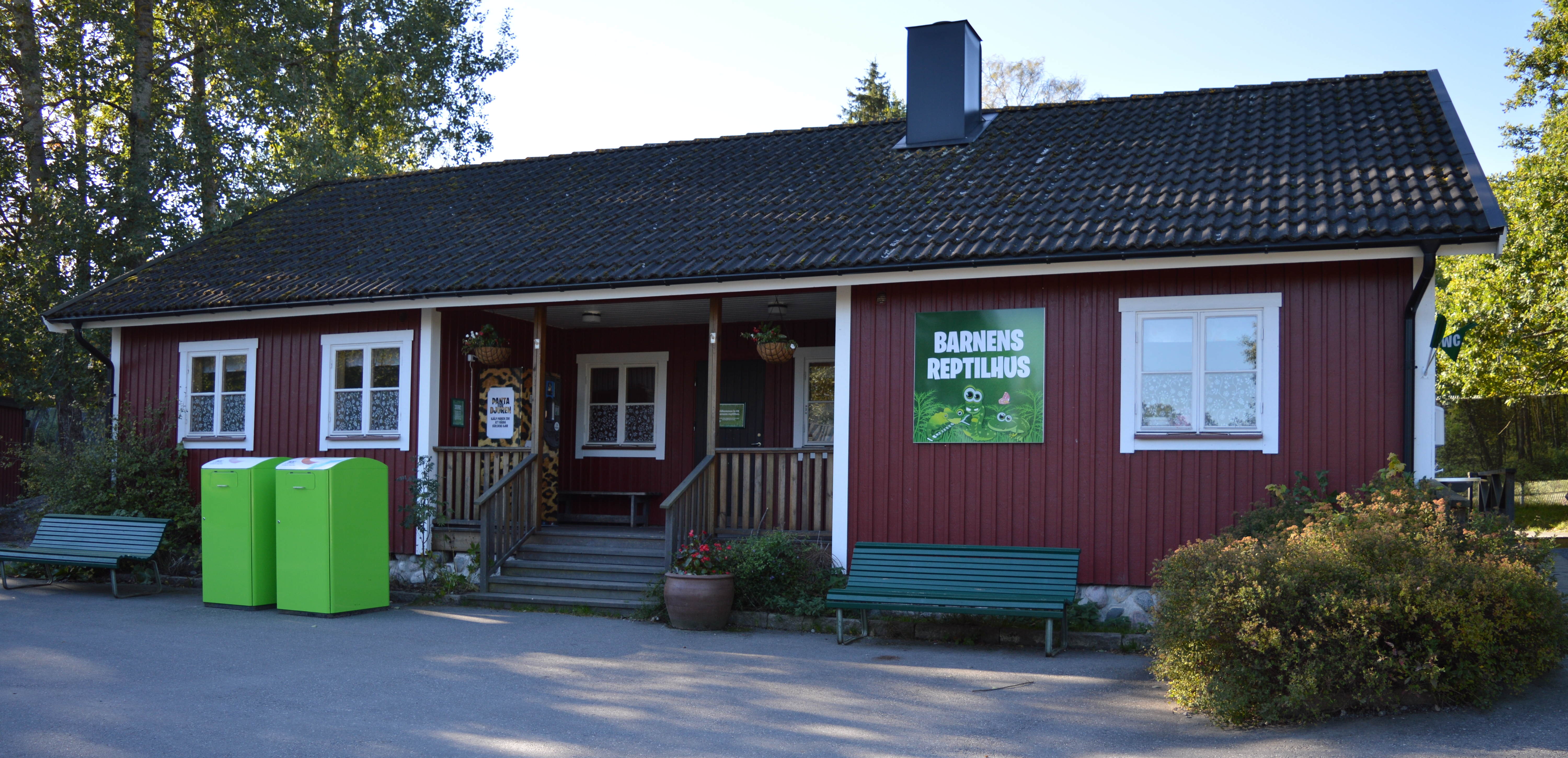
Детский домик рептилий
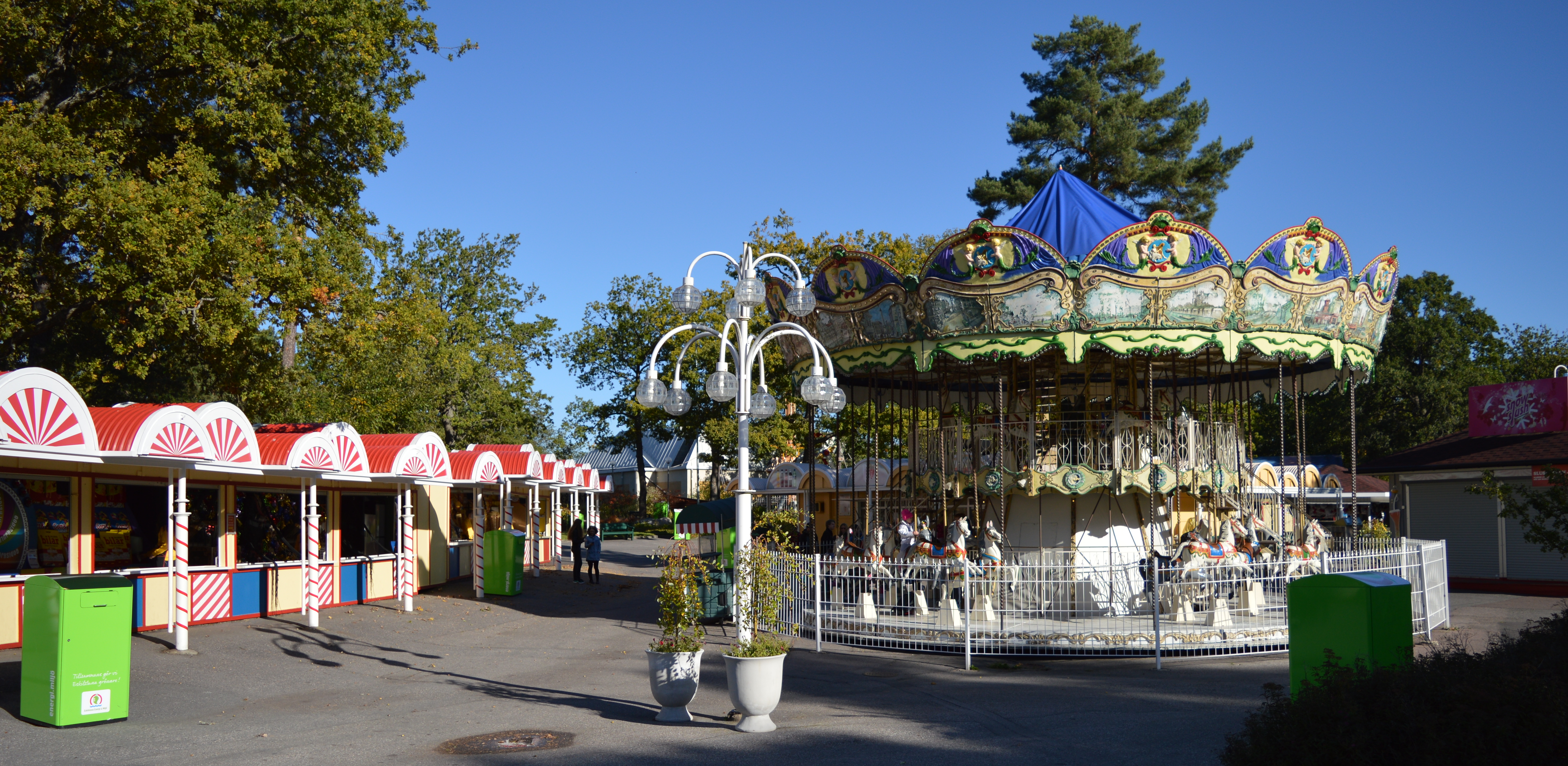
Парк аттракционов
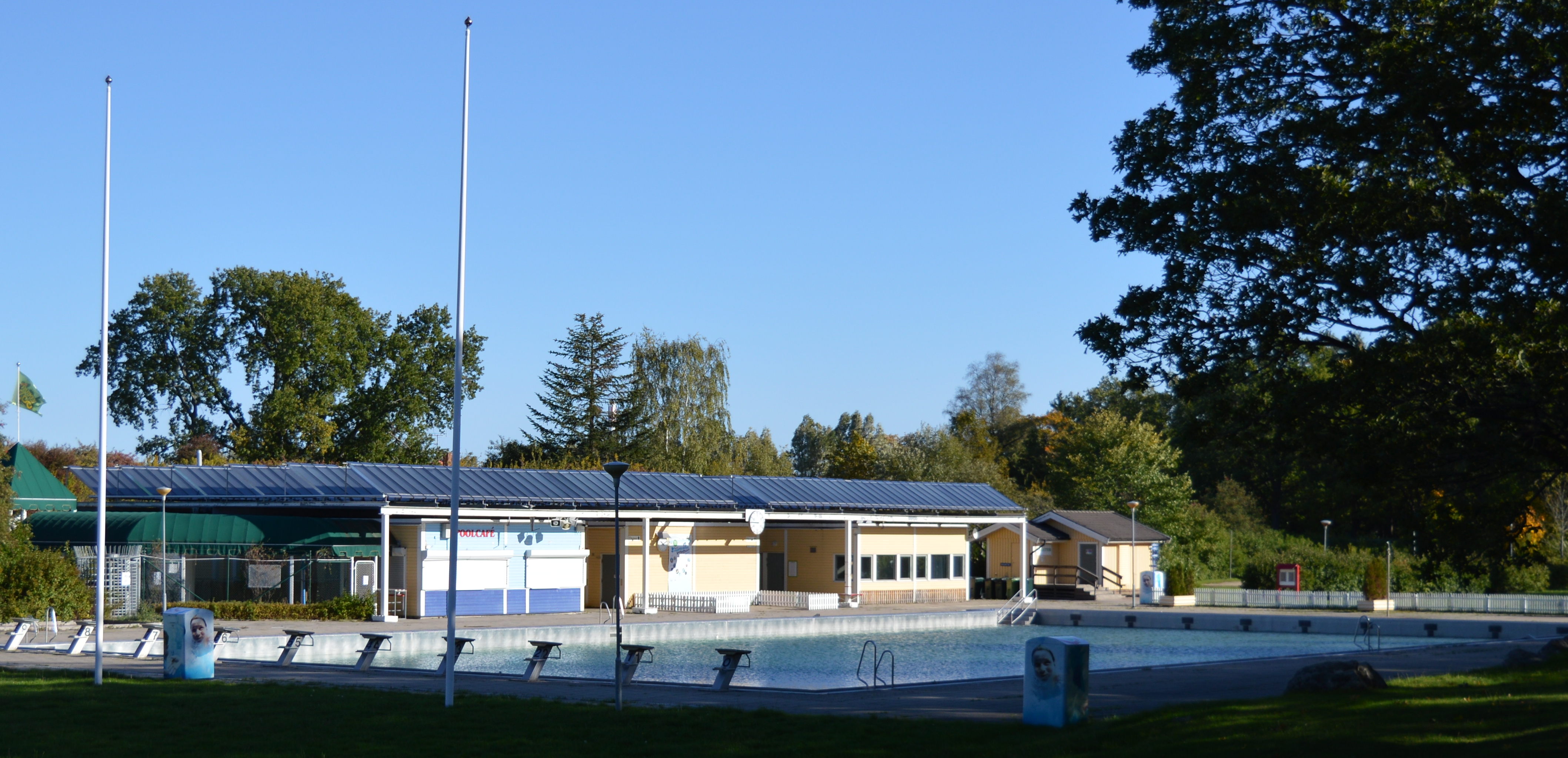
Вид на Паркенбадет из зоопарка Паркен